# Estadio Neza 86
Estadio Universidad Tecnológica de Nezahualcóyotl, Neza 86 – stadion piłkarski w meksykańskim mieście Nezahualcóyotl, w stanie Meksyk. Obiekt może pomieścić 28 500 widzów.
Stadion został wzniesiony w 1981 roku, początkowo nosił nazwę Estadio José López Portillo na cześć rządzącego wówczas Meksykiem prezydenta José Lópeza Portillo. W 1985 roku obiekt ucierpiał podczas trzęsienia ziemi. Po wybraniu go na jednego z gospodarzy Mistrzostw Świata 1986 został przemianowany na używaną powszechnie do dziś nazwę Estadio Neza 86. Na obiekcie odbyły się trzy spotkania tamtego mundialu, wszystkie w fazie grupowej (Szkocja 0–1 Dania, Urugwaj 1–6 Dania, Urugwaj 0–0 Szkocja). Na przestrzeni lat stadion był użytkowany przez wiele klubów z pierwszej i drugiej ligi meksykańskiej; Deportivo Neza (1981–1988), Osos Grises de Toluca (1981–1983), Potros Neza (1988–1989, 2004–2010), Toros Neza (1993–2002), Atlante UTN (2010–2011), Neza FC (2011–2013). W latach 2002–2004 tymczasowo pełnił rolę obiektu domowego dla stołecznego klubu Atlante FC; w tym czasie został poddany przebudowie, a jego trybuny przemalowano na niebiesko-czerwone barwy tej drużyny.
Neza 86 znajduje się na terenie kampusu uczelni Universidad Tecnológica de Nezahualcóyotl (UTN). Posiada żelbetową konstrukcję, naturalną murawę oraz parking z 800 miejscami postojowymi.